# جناة سلامة
جناة سلامة قرية سوريّة تتبع إداريّاً لمحافظة حلب منطقة منبج ناحية خفسة، بلغ تعداد سكانها (865) نسمة حسب التعداد السكاني لعام 2004.